# Grater cake
La grater cake o pink on top è un dolce tipico della cucina giamaicana. Se nel dolce viene utilizzato zucchero di canna grezzo anziché zucchero bianco, prende il nome di grater brute.

## Preparazione
È un dolce molto semplice, composto di base da tre ingredienti: cocco, zucchero e acqua, cui possono talora essere aggiunte spezie (la più comune è lo zenzero).
Acqua e zucchero (ed eventuale zenzero) vengono fatti bollire fino a ottenere un fondant cui viene aggiunto il cocco fresco grattugiato. Tre quarti del composto vengono messi a raffreddare su una teglia, avendo cura di spalmarlo uniformemente. Al restante quarto vengono aggiunte poche gocce di colorante alimentare rosso per dare il caratteristico colore rosa. La mistura colorata va spalmata uniformemente sopra il dolce che sta raffreddando. Una volta freddo, viene tagliato a rettangoli.